# Netbook
A netbook olyan kicsi (9-10 inches képernyő-átmérőjű), a notebookhoz hasonló kialakítású számítógép, melynek teljesítménye internetezésre elegendő, de nem lehet rajtuk erőforrás-igényesebb programokat (pl. modern videójátékokat futtatni). A legolcsóbb ilyen gépek körülbelül feleannyiba kerülnek, mint a legolcsóbb notebookok. Tömegük körülbelül 1-1,2 kg körül van. Maga a "netbook" szó fogalma vitatott, ugyanis egyesek szerint az alacsony ár (és teljesítmény) is a kategória jellemzője, míg mások szerint ez csak egy méretkategória, így teljesítménytől és ártól függetlenül a kisméretű notebookokat hívják így.
A hordozhatóság javítása és az ár alacsonyan tartása, valamint a hely szűkös megléte miatt, számos, a hagyományos gépekben közönséges hardvert kihagytak ezekből a számítógépekből (pl DVD olvasó/író), a merevlemez helyett esetenként (lényegesen kisebb kapacitású) flash-memória, újabban SSD meghajtó kerül beípítésre, a gép hűtése esetenként passzív (ventilátor nélküli). A mobilitás és a bővíthetőség elősegítése céljából a gépekben több (jellemzően két-három) USB-port, memóriakártya-olvasó, UTP hálózati csatlakozó és WiFi-chip van.
Operációs rendszerként Linuxból és Windowsból is a kisebb gépekre tervezett verziókat javasolnak hozzájuk.
A hasonló képességű kicsi, olcsó asztali PC-k a nettopok.
Több processzorgyártó is kifejlesztett kifejezetten ilyen eszközökbe szánt, alacsony fogyasztású processzorokat, így az Intel az Atomot, az nVidia a Tegrát, a Via a Nanót.
Az elmúlt években a legtöbb notebookgyártó megjelent termékeivel ebben a piaci szegmensben.

## Netbookok
- Asus Eee PC-je volt az első sikeres termék a kategóriában, amelyet a 2007-es Computex kiállításon mutattak be
- Acer Aspire One
- MSI Wind volt az első Atom-gép merevlemezzel

## Képek

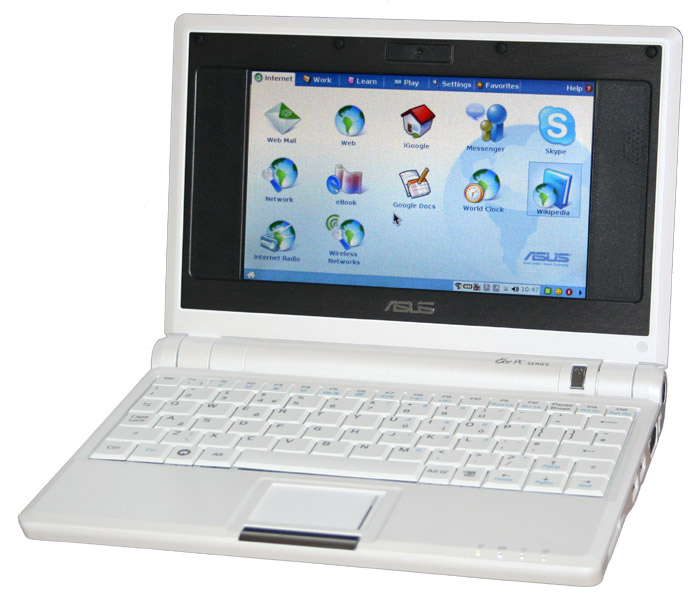
Asus Eee PC 700
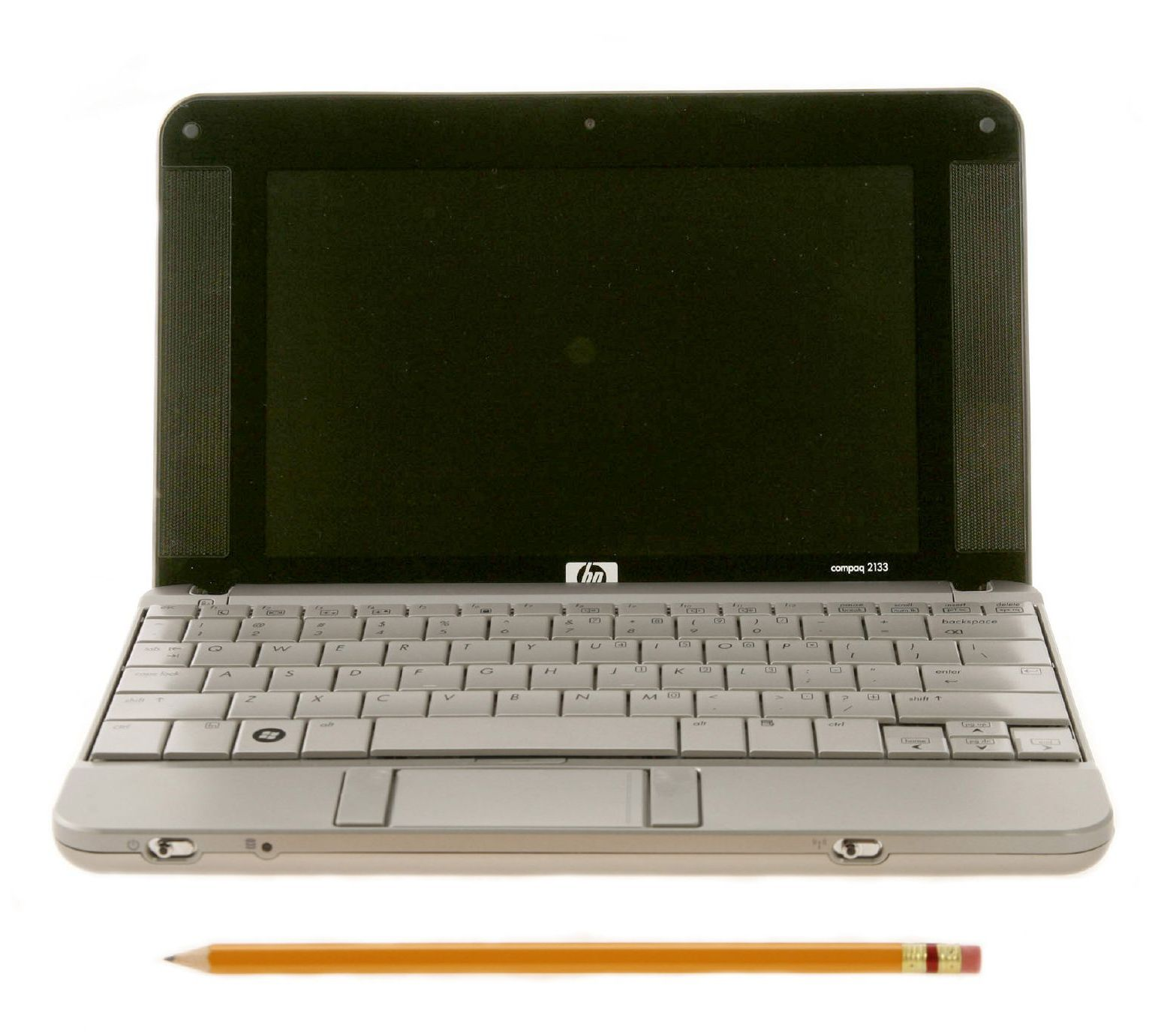
HP 2133 Mini-Note PC
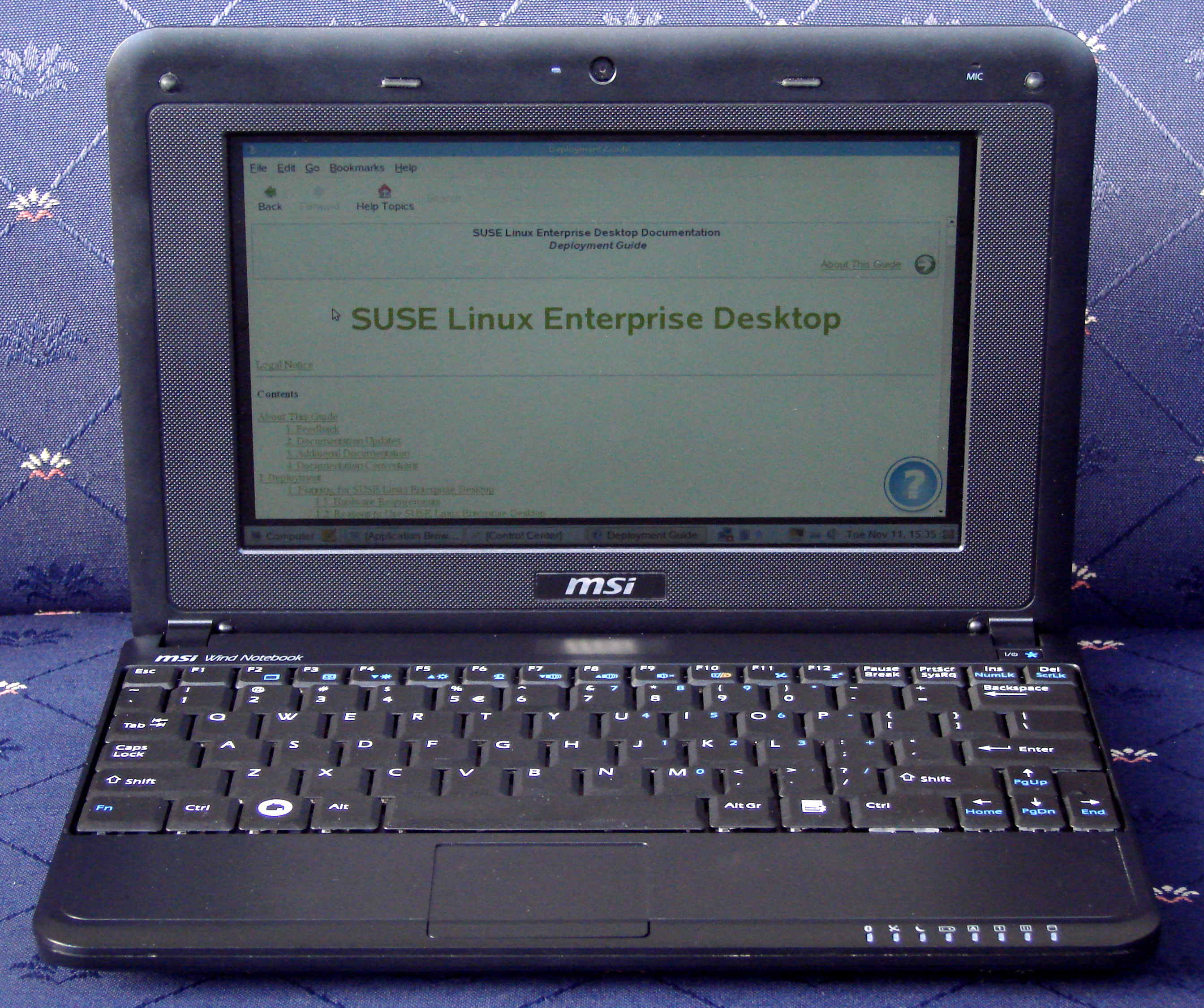
MSI Wind
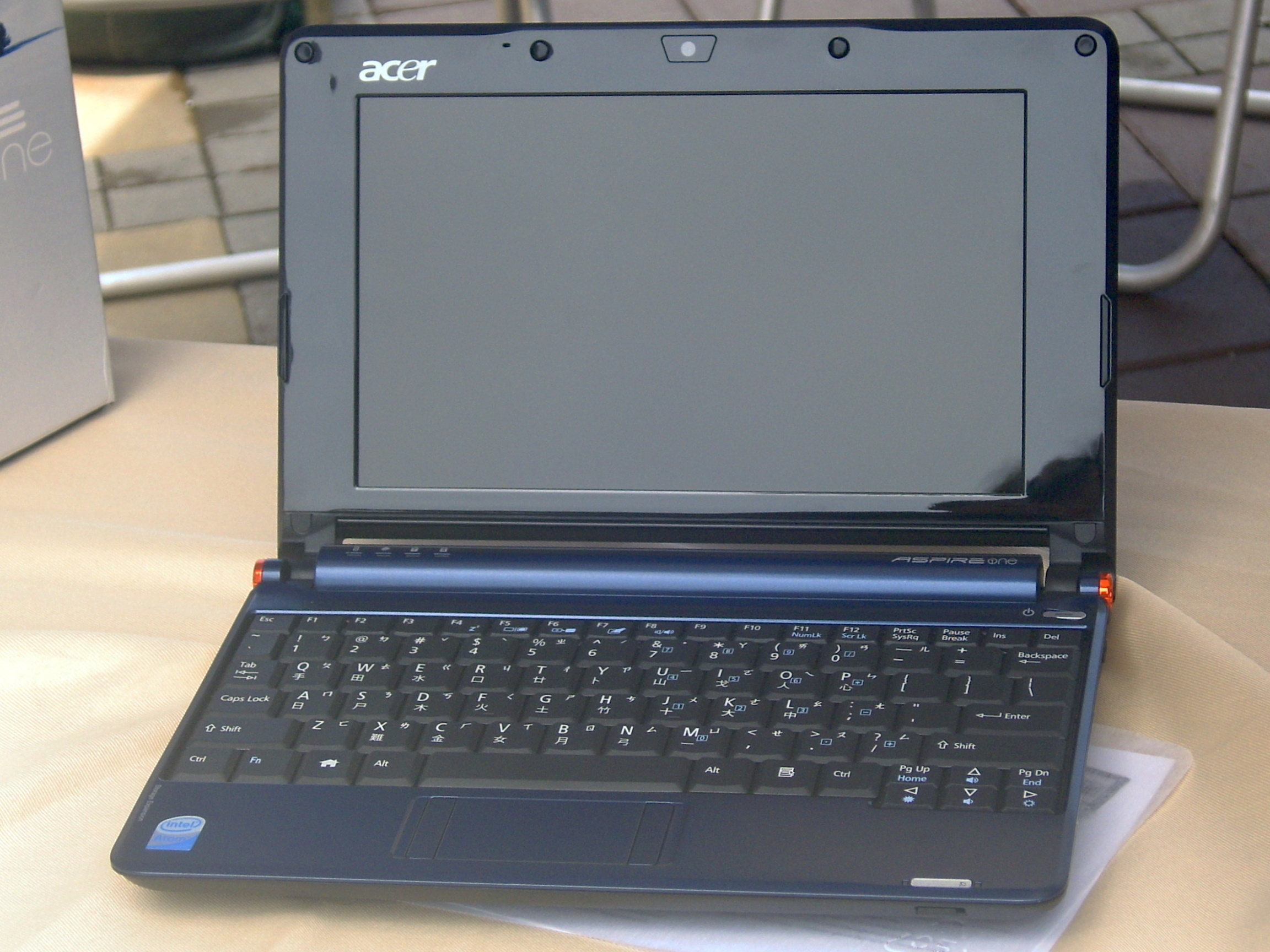
Acer Aspire One
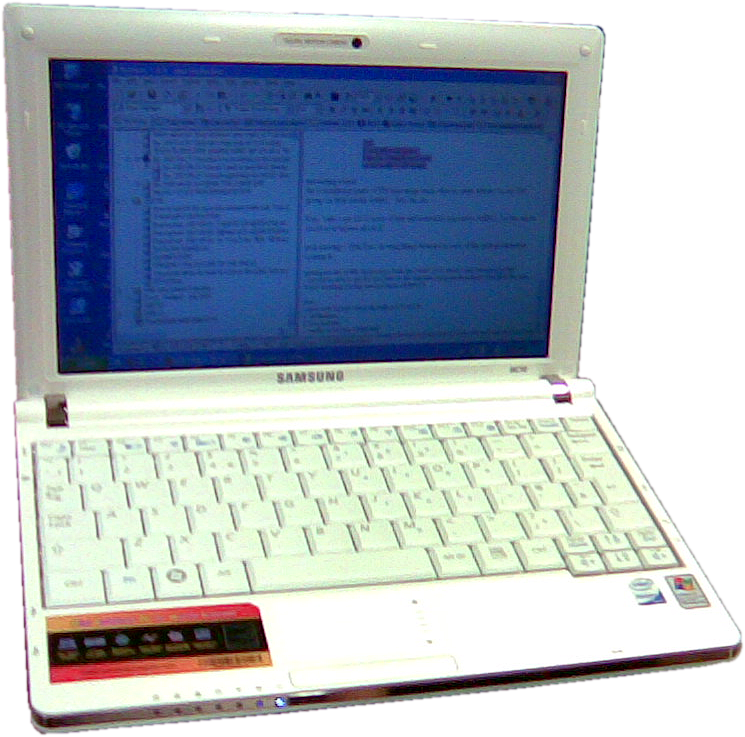
Samsung NC10

## Külső hivatkozások
- The rise of the Netbook
- Netbooks hit right spot for schoolchildren
- The State of the Netbook, Part I: WEee have lived before
- How to buy a mini laptop or netbook - At TheMiniLaptop.
- Netbook tesztek és információk magyarul
- Netbook Blog - Tesztek, hírek, trendek (magyar)
- Eltűntek a netbookok (hwsw, 2013. január 2., magyar)